# Cantón de Angers-Norte
El cantón de Angers-Norte era una división administrativa francesa, que estaba situada en el departamento de Maine y Loira y la región de Países del Loira.

## Composición
El cantón estaba formado por seis comunas, más una fracción de la comuna que le daba su nombre:
- Angers (fracción)
- Cantenay-Épinard
- La Meignanne
- La Membrolle-sur-Longuenée
- Le Plessis-Macé
- Montreuil-Juigné
- Saint-Lambert-la-Potherie

## Supresión del cantón de Angers-Norte
En aplicación del Decreto n.º 2014-259 de 26 de febrero de 2014, el cantón de Angers-Norte fue suprimido el 22 de marzo de 2015 y sus 7 comunas pasaron a formar parte; cuatro del nuevo cantón de Angers-4, una del nuevo cantón de Angers-3, una del nuevo cantón de Angers-5 y la fracción de la comuna que le daba su nombre se unió con las demás fracciones para que, por medio de una reestructuración cantonal, fueran creados los nuevos cantones de Angers-1, Angers-2, Angers-3, Angers-4, Angers-5, Angers-6 y Angers-7.